# Borsele

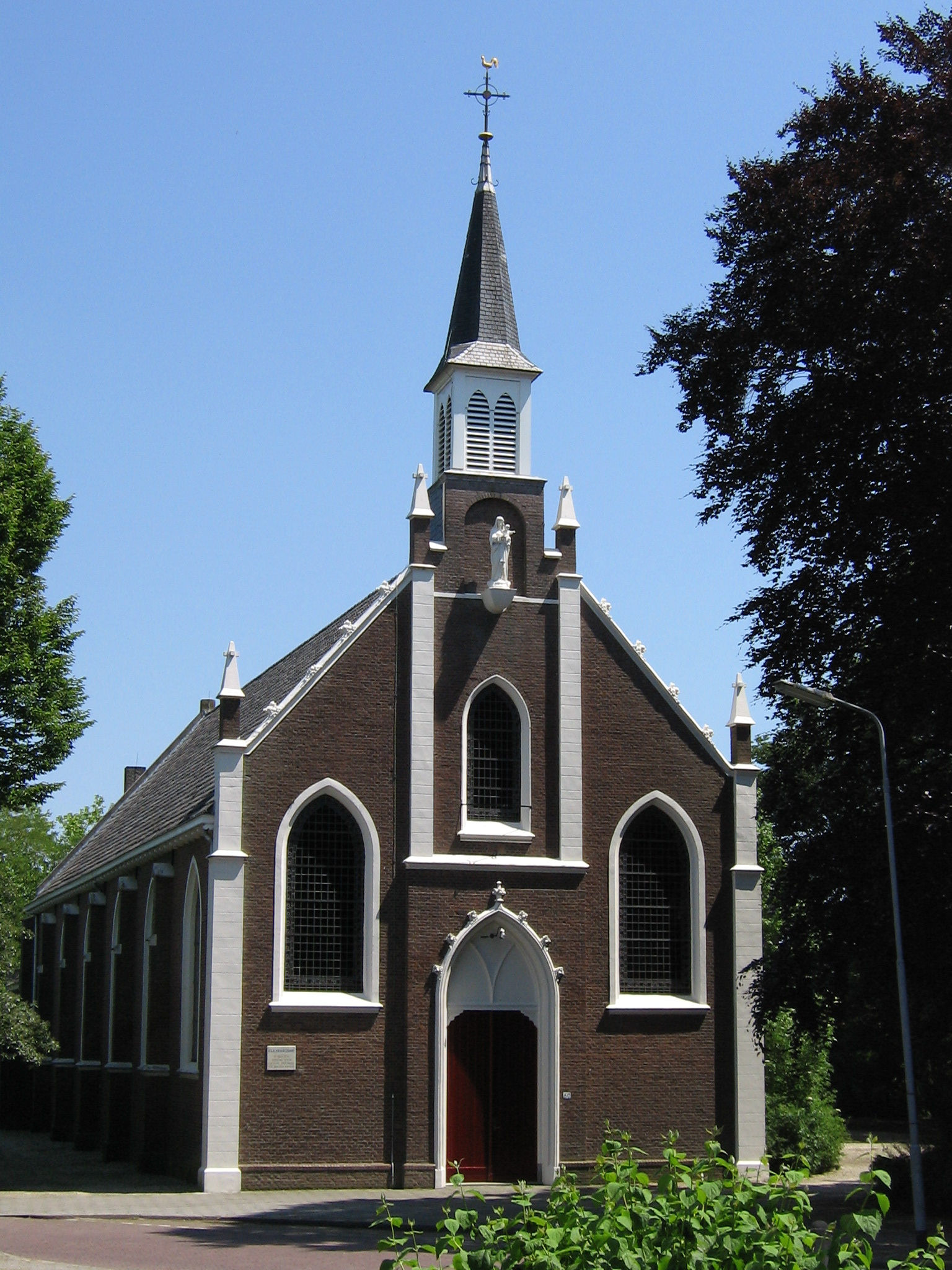
Kyrka i Ovezande.

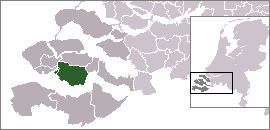
Lägeskarta

Borsele är en kommun i provinsen Zeeland i Nederländerna. Kommunens totala area är 194,44 km² (där 52,41 km² är vatten) och invånarantalet är på 22 395 invånare (2005).